# Torre The Point
Torre The Point es un edificio de Ecuador ubicado en la ciudad de Guayaquil. Forma parte del complejo Ciudad del Río. Su construcción inició en 2010 y fue inaugurado en enero del 2013. El arquitecto ecuatoriano Christian Wiese fue el encargado de la obra, mientras Sergio Torassa es el presidente ejecutivo de Pronobis es quien se encarga del financiamiento, se encuentra a lado del próximo rascacielos Torre Maxximus.
Con 136,6 m de altura, superó al Edificio La Previsora como el más alto de Ecuador, que fue durante 18 años el más alto de esta ciudad y del país.
Situado a orillas del río Guayas, es un icono arquitectónico debido al diseño en espiral de su estructura. Forma parte de un complejo de edificios de oficinas, departamentos y comercio. La torre cuenta con un centro de negocios en el piso más alto, con vista panorámica de la ciudad. Su construcción tomó 4 años y costó 100 millones de dólares.